# 吳瑞 (成化進士)
吳瑞（1440年—？），字德徵，南京蘇州府崑山（今江蘇昆山市）人，明朝政治人物、進士出身。

## 生平
早年出身國子生，成化四年（1468年）中式戊子科應天府鄉試第三十六名舉人。成化十一年（1475年）登乙未科會試第六十二名，殿試登進士第二甲第六十四名。授南京吏部主事，改工部，屢進至工部郎中，總督濟寧以南河道，治理黃河有功，因病辭職歸鄉。。

## 著作
著有《西谿集》、《宦遊稿》、《居閒稿》。

## 家族
曾祖父吳俊伯。祖父吳珫。父亲吳鼎。子吳蘭，弘治十二年進士。